# Leptacis orientalis
Leptacis orientalis är en stekelart som beskrevs av Peter Neerup Buhl 1997. Leptacis orientalis ingår i släktet Leptacis och familjen gallmyggesteklar. Inga underarter finns listade i Catalogue of Life.